# HAP Grieshaber
Helmut Andreas Paul Grieshaber eller HAP Grieshaber, född 15 februari 1909, död 12 maj 1981, var en tysk konstnär. Hans favoritmedium var träsnitt i stora format.
Grieshaber föddes i Rot an der Rot i Baden-Württemberg. Från 15 års ålder utbildade han sig till sättare i Reutlingen, och därefter studerade han kalligrafi och konst i Stuttgart; han tvingades emellertid avbryta studierna efter par år, utan ekonomiskt stöd från familjen, och gick tidvis arbetslös. Han kunde dock periodvis återuppta studierna och göra studie- och arbetsresor till Paris, London, Egypten och Grekland. Han utvecklade sin karakteristiska storskaliga träsnittsteknik, starkt påverkad av medeltida träsnittskonst. Men som kritiker av nazismen fick han yrkesförbud som grafiker och målare under 30-talet och fick hanka sig fram som oskolad arbetare och tidningsbud i Reutlingen. Motvilligt tjänade han i den tyska armén under krigsåren och blev 1945 krigsfånge i Belgien. Efter kriget återvände han till Tyskland och ägnade sig åter åt stora träsnitt och affischkonst. 1951–53 undervisade han vid Bernsteinschule i Sulz am Neckar och mellan 1955 och 1960 vid Konstakademien i Karlsruhe.
Han lämnade sin professur i protest mot att hans elever inte blev godkända i examen, för att deras arbeten inte var tillräckligt naturtrogna och inte tillräckligt hantverksskickliga. Hans ställningstagande följdes av en offentlig debatt om vad konst är; en debatt som ledde till att skolans examensregler, som fanns kvar sedan nazitiden, ändrades.
Grieshaber var pacifist och politisk aktivist, inte bara mot diktaturerna i Grekland och Chile, utan också när det handlade om naturskydd och ekologi, mot kärnkraftverk och för  brobyggande mellan Väst- och Östtyskland. Från 1967 till sin död 1981 levde han tillsammans med poeten Margarete Hannsmann.
Grieshaber hedrades med många priser och retrospektiva utställningar, inte minst inför sin 70-årsdag 1979, då stora utställningar visades av flera museer i båda delarna av Tyskland. 1980 fick Grieshaber staden Konstanz' konstpris, som blev hans sista; året efter dog han i Eningen unter Achalm vid 72 års ålder.